# Stukany (rejon brasławski)
Stukany (biał. Стуканы; ros. Стуканы) – wieś na Białorusi, w obwodzie witebskim, w rejonie brasławskim, w sielsowiecie Dalekie.

## Historia
W czasach zaborów w granicach Imperium Rosyjskiego.
Dawnej zaścianek.
W dwudziestoleciu międzywojennym wieś leżała w Polsce, w województwie nowogródzkim (od 1926 w województwie wileńskim), w powiecie dziśnieńskim (od 1926 w powiecie brasławskim), w gminie Bohiń.
Według Powszechnego Spisu Ludności z 1921 roku wieś zamieszkiwało 16 osób, wszystkie były wyznania prawosławnego i zadeklarowały białoruska przynależność narodową. Były tu 3 budynki mieszkalne. W 1931 w 5 domach zamieszkiwało 27 osób.
Wierni należeli do parafii rzymskokatolickiej w Dalekiem i prawosławnej w Bohiniu. Miejscowość podlegała pod Sąd Grodzki w Opsie i Okręgowy w Wilnie; właściwy urząd pocztowy mieścił się w Bohiniu.